# Cordulegaster talaria
Cordulegaster talaria là loài chuồn chuồn trong họ Cordulegastridae. Loài này được Tennessen mô tả khoa học đầu tiên năm 2004.